# Bromur de cesi
El bromur de cesi, (CsBr), és un compost iònic de cesi i brom. Té una estructura cúbica, cristal·lina, simple i de tipus cúbica, comparable amb la del clorur de cesi.

## Síntesi
Es pot preparar mitjançant les següents reaccions:
- Neutralització:

{\displaystyle {\ce {CsOH (aq) + HBr (aq) -> CsBr (aq) + H_2O (l)}}}
{\displaystyle {\ce {Cs2(CO3) (aq) + 2HBr (aq) -> 2CsBr (aq) + H2O (g)}}}
- Síntesi directa:

{\displaystyle {\ce {2Cs (s) + Br2 (g) -> 2CsBr (aq) + H2O (l) + CO2 (g)}}}
La síntesi directa és una reacció vigorosa de cesi amb altres halògens. A causa del seu alt cost, no s'utilitza per a la preparació.

## Usos
El bromur de cesi de vegades s'utilitza en òptiques com un component divisor de feix a espectrofotòmetres de banda ampla.